# 施庵镇
施庵镇，是中华人民共和国河南省南阳市新野县下辖的一个乡镇级行政单位。

## 行政区划
施庵镇下辖以下地区：
万庄村、前罗村、卢大桥村、施庵村、荆陂村、大营村、王茨元村、薛庄村、涧河村、魏寨村、杨营村、兴隆观村、渠西村、渠东村、朱寨村、黄李村、宋张村、曾营村、桥楼村、朱庄村、詹岗村、贺岗村、白岗村、吉岗村和小营村。